# 秦長卿
秦长卿，元朝洛阳（今河南省洛阳市）人。
他性情俶傥，有大志。忽必烈时，秦长卿作为布衣被征召至京师大都，入宿卫。当时阿合马专政，他上书参劾阿合马，说他好像赵高、董卓，请将其诛杀。于是被阿合马忌恨。后来他调任兴和、宣德同知铁冶事，阿合马诬陷他亏损税额数万缗，于是被捕入狱，又没收其家产。不久被狱吏用濡纸塞其口鼻而死。秦长卿从子秦山甫，担任建康府判官，听说秦长卿冤状，即日弃官而去，多次被推荐，没有出任去世。秦山甫的儿子秦从龙，官至南台治书侍御史；秦从德，官至江浙行省参知政事。